# Ràdio Almeda
Ràdio Almeda, original en castellà «Radio Almeda, Voz Libre del Baix Llobregat» (equivalent en català a «Ràdio Almeda, Veu Lliure del Baix Llobregat») fou una ràdio lliure i autogestionada catalana del barri d'Almeda de Cornellà de Llobregat que emeté en castellà i sobretot sobre música entre els anys 1978 i 1979.
Inspirada en el model revolucionari italià, és habitualment esmentada com un exemple significatiu i molt primerenc de ràdio autogestionada en l'apogeu radiofònic en l'àmbit local de Catalunya i immediatament posterior a la fi del franquisme. Alhora, se la considera la precursora immediata de Ràdio Cornellà, l'emissora municipal de la ciutat.

## Història
En acabat la dictadura franquista espanyola i amb un nou horitzó pel que fa a la llibertat d'expressió i d'informació, començaren a proliferar tot un seguit de ràdios d'abast local i comarcal arreu del Baix Llobregat i a la resta de Catalunya. L'exemple més significatiu fou Ona Lliure. A Cornellà, que tenia un fort moviment obrer i sindicalista com a part del conegut cinturó vermell baixllobregatenc, un grup veïns format per José Luis Caro, Luis Campo, Miguel López i Nicolás Lorite varen contactar amb membres d'Avanguardia operaia, un partit italià d'extrema esquerra i extraparlamentari que existí durant el darrer terç del segle xx. Hi feren un viatge en què varen visitar les ràdios alternatives i independents de «Radio Popolare Milano» (traduïble com a «Radio Popular de Milà») i Radio Canal 96, que ja tenien vora dos anys de vida de la mà dels col·lectius de laboratori social universitari.
Amb els plànols i diverses instruccions dels seus companys internacionalistes italians, el 1978 José Luis Caro, adaptà els seus equips radiofònics per a convertir-los en una emissora casolana de 92 megacicles (92 MHz) i amb prou potència per abastar tota la ciutat i certs indrets de la rodalia de l'àrea metropolitana. Un any i escaig després del seu període de proves i emissions més o menys estables, fou clausurada el 7 juliol del 1979 per ordre governamental quan estava en procés de legalització i ja s'havia guanyat el suport municipal i veïnal de la ciutat. Es donà la curiosa circumstància que, malgrat que l'ordre de precintament era només pels equips tècnics, les autoritats que s'hi personaren (tres policies nacionals espanyols, un inspector i un funcionari enviat pel Govern Civil) inhabilitaren tota l'habitació de Caro, que feia servir com a dormitori. El tancament es produí durant l'emissió de Cita flamenca. Les apel·lacions per a revertir aquella situació foren inicialment denegades i no fou fins tretze dies més tard que es desprecintà la instal·lació. Tant l'Ajuntament de Cornellà de Llobregat com Caro i la resta de l'equip que gestionava l'emissora es comprometeren a aturar les emissions fins a la legalització, que ja no arribà mai i que només veié la llum en la fundació de Ràdio Cornellà dos anys més tard, el 1981.
Se sap que, fins passada la segona meitat de la dècada del 1980, enmig de tot el batibull de les ràdios lliures i la seva il·legalització per endreçar les freqüències FM, des d'Almeda emeté una altra emissora de nom R. 83 al dial 100.4 FM. Tanmateix, sense dades que n'hagin provat cap relació amb una possible represa de Ràdio Almeda sota aquell nom.

## Programació i audiències
Primer de manera intermitent i després de manera més estable durant gairebé un any i mig, la programació estàndard de Ràdio Almeda raïa en la retransmissió de fils musicals, tot i que també deixà espai a transmissions esportives del FC Almeda i a la participació ciutadana i política. La ràdio emeté cada vespre en un horari de 18:00 a 22:00 hores, excepte els diumenges, que ho feu de 11:00 a 14:00 hores.
Els seus programes musicals «Álbum Sonoro» (equivalent a Àlbum Sonor; sobre èxits del moment); «La otra esquina del disco» (L'altra cantonada del disc, sobre els reversos de les caràtules dels discs); «Expreso de la tarde» (Exprés del vespre, en el qual els oients podien demanar un disc i dedicar-lo); A33, per a música jove i prèvia dels estils que varen arribar en la dècada del 1980; Discografia, de cançons pop i una descripció sobre el seu autor, entorn i context; i també un programa sobre flamenc anomenat Cita flamenca.
L'espai polític i participatiu fou «Debate abierto» (Debat obert), en què participaren les associacions de veïns cornellanenques i que també versà en entrevistes polítiques a figures significatives com l'exbatlle Frederic Prieto i Caballé, l'advocat i polític Jordi Solé i Tura, el mestre i polític Joan Tardà i Coma o el també polític i escriptor Ignasi Riera i Gassiot. Tot i la seva breu vida en antena i que estava hostatjada a la cambra de Caro, Ràdio Almeda arribà a rebre fins a unes 5.000 trucades telefòniques de participació, fet que demostrà el seu abast territorial a la comarca i la fidelització de l'audiència.